# Carl Camenisch
Carl Camenisch (* 23. April 1874 in Chur; † 1. Februar 1956) war ein Schweizer reformierter Pfarrer und Historiker.

## Leben
Carl Camenisch wurde in Chur am 23. April 1874 geboren. Er besuchte dort die Bündner Kantonsschule und schloss 1893 mit der Matura ab. Ab 1894 studierte er an der Universität Heidelberg Theologie.
Am 27. Juli 1897 wurde Camenisch in Susch in die evangelisch-rätische Synode aufgenommen. Dies war mit der Berechtigung verbunden, im Kanton Graubünden als Pfarrer tätig zu sein. 1898 wurde er für ein Jahr evangelischer Pfarrer in Maladers, 1899 begann er Geschichte zu studieren.
1901 wurde er Doktor der Philosophie. 1902 wurde er zum Professor an der Kantonsschule in Chur ernannt, wo er bis 1927 unterrichtete. Anschliessend übernahm er eine Stelle als Lehrer an der Realschule in Basel. Zwischen 1927 und 1932 war Camenisch Direktor der Schweizer Schule in Neapel. 1932 trat er den Ruhestand. Camenisch verstarb 1956; die genauen Umstände seines Todes sind unbekannt. Die ETH-Bibliothek in Zürich besitzt eine umfangreiche Sammlung seiner publizistischen Veröffentlichungen und Studien.

## Werke
- Carlo Borromeo und die Gegenreformation im Veltlin mit besonderer Berücksichtigung der Landesschule in Sondrio (Chur 1901)
- Die Rhätische Bahn (Orell Fuessli Verlag, Zürich 1910)
- Englishmen in the Engadine (ohne Jahr)
- Im Banne der Alpen (Verlag Schuler, Chur 1910)
- Gottfried Keller und Graubünden (Samedan 1919)
- Etrusker und Räter. In: Engadiner Express 1921
- Graubünden in der deutschen Dichtung (Hassel-Verlag Leipzig 1923)
- Das Engadiner Museum (Samedan 1910/25)
- Über welchen Bündnerpass ist Luther nach Rom gereist? In: Bündnerisches Monatsblatt 1949